# Jacques Bondon
Jacques Bondon, né à Boulbon (Bouches-du-Rhône) le 6 décembre 1927 et mort le 2 avril 2008 à Coulommiers (Seine-et-Marne), est un compositeur français.

## Biographie
Jacques Laurent Jules Désiré Bondon est né dans le village provençal de Boulbon dans le département français des Bouches-du-Rhône, et c'est d'abord vers le dessin et la peinture qu'il se destine avant de se consacrer à la musique. C'est à dix-neuf ans que le jeune Jacques  arrive à Paris pour étudier la musique. Il commence l'étude du violon avec André Proffit, apprend l'harmonie et le contrepoint avec Georges Dandelot et Charles Koechlin et la composition avec Darius Milhaud et Jean Rivier au Conservatoire de Paris. En 1962, il fonde l'Orchestre de Chambre de Musique Contemporaine (O.C.M.C.) devenu six ans plus tard l'Ensemble Moderne de Paris (E.M.P.). En 1974, il est nommé membre de la commission nationale de la musique populaire au Ministère des Affaires Culturelles. À partir de 1981, il dirige le Conservatoire municipal de musique du XXe arrondissement de Paris. Esprit libre et indépendant, Bondon revendique le droit à la liberté d'invention et d'expression, loin de tout système et des évolutions de la musique contemporaine. Ses attirances de jeunesse pour le dessin et la peinture se retrouvent dans son goût pour le coloris orchestral, la lumière. Il fait preuve d'innovations dans le domaine des timbres. Sensibilité, intuition et poésie sont ses maîtres-mots, son style empreint de fraîcheur et d'émotion renouvelle le langage impressionniste.
Son thème de prédilection est le fantastique, tant dans l'acception merveilleux, insolite du terme que dans la science-fiction.

## Prix
- 1er Prix du Concours Nicolas Obouhov (1957)
- Grand Prix Musical du conseil général de la Seine (1963) pour l'ensemble de son œuvre
- 2d Prix du Concours Prince Rainier III de Monaco
- Grand Prix de l'Académie du Disque Français (1972)
- Prix de composition musicale Henri Dauberville de l'Institut de France (1979)

## Œuvres

### Musique instrumentale et orchestrale
- Essai pour un paysage lunaire, pour orchestre de chambre (1951)
- Sonatine d'été, pour violon et piano (1953)
- La Coupole, Tableaux fantastiques d'un monde étrange, pour orchestre (1954)
- Le Taillis ensorcelé, pour double orchestre à cordes, cuivres et percussion (1954)
- Concerto pour Martenot (1955)
- Les Insolites, pour piano (1956)
- Kaléïdoscope pour Ondes Martenot, piano et batterie (1957)
- Chants de Feu et de Lune, pour piano et Ondes Martenot (1957)
- Concert de printemps, pour piano, cordes et percussion (1957)
- Suite indienne, pour orchestre (1958)
- Quatuor à cordes no 1 (1959)
- Giocoso, pour violon solo et cordes (1960)
- Musique pour un autre monde, pour orchestre (1962)
- Fleurs de feu, pour orchestre (1965)
- Concerto de Mars, pour guitare et orchestre (1966)
- La Maya, pour 13 percussions (1967)
- Contes et merveilles, pour orchestre de chambre (1967)
- Ivanhoe, pour orchestre (1968)
- Concerto de Molines, pour violon et orchestre (1968)
- Sonate pour un ballet (1969)
- 3 Nocturnes pour guitare (1970)
- Le Soleil multicolore, pour flûte, harpe et alto (1970)
- Mouvement chorégraphique pour flûte et piano (1971)
- Musique pour un jazz différent, quatuor de percussions (1971)
- Swing no 1 pour flûte et harpe (1973)
- Symphonie latine (1973)
- Swing no 2, pour guitare (1973)
- Chant et danse, pour trombone et petit orchestre (1976)
- Lumières et formes animées, pour orchestre (1977)
- Concerto solaire, pour 7 cuivres et grand orchestre (1977)
- Concerto d'octobre pour clarinette et cordes (1978)
- Swing no 3 pour trompette et piano (1979)
- Symphonie concertante, pour piano et vents (1979)
- Sonates à six, pour 2 flûtes, 2 clarinettes, 2 saxophones alto (1979)
- Le Tombeau de Schubert, pour piano et quatuor à cordes (1979)
- Movimenti, quatuor de clarinettes ou de saxophones (1980)
- Concerto con fuoco, pour guitare et cordes (1981)
- Lever du jour pour trompette et orgue (1982)
- Concerto pour un ballet, pour flûte et orchestre (1982)
- 3 Images concertantes, pour basson et orchestre (1982)
- Les folklores imaginaires pour quintette à vent (1re suite) (1985)
- Les folklores imaginaires pour guitare, flûte et violon (2e suite) (1986)
- Primavera, pour sextuor de cuivres (1995)
- Concerto Cantabile, pour violoncelle et orchestre (1996)
- Concerto vivo, pour harpe et orchestre à cordes (1re version) (1997)
- Concerto vivo, pour harpe et orchestre (2e version) (1998)
- "Concerto des Offrandes" pour clarinette et orchestre (1998)

### Musique vocale et théâtrale
- Chant d'amour et de peine, pour voix et piano ou petit orchestre (1952)
- Le Pain de serpent, pour voix et 14 instruments (1959)
- La Résurrection, oratorio (1975)
- Les Monts de l'étoile, pour soprano, quatuor à cordes et piano (ou soprano et orchestre) (1978)
- 3 Complaintes, pour soprano et guitare (1982)
- Le Chemin de croix, oratorio pour chœur, 3 solistes et orchestre (1985)

Opéras
- La Nuit foudroyée (1963)[2]
- Les Arbres (1964)
- Mélusine au rocher (1968)
- Ana et l'albatros (1970)[2]
- I-330 (1975) opéra de science fiction (sur un livret de Jean Goury, d’après un roman Nous autres de Ievgueni Zamiatine) (création, Opéra de Nantes, 1975)

### Musiques de films et autres commandes
- La Verte Moisson de François Villiers (1959)
- Fantasmagorie, de Patrice Molinard (1963)
- Musique de la Cérémonie d'ouverture des Jeux olympiques d'hiver de Grenoble (1968)